# Nykturie
Die Nykturie (von altgriechisch νυκτουρία nykturía, deutsch ‚das nächtliche Harnlassen‘) bezeichnet das ein- oder mehrfache Unterbrechen des Nachtschlafes infolge von Harndrang. Betroffene stehen nachts oft mehrfach auf, um Wasser zu lassen. Das nächtliche Wasserlassen ist damit die häufigste Ursache für die nächtliche Schlafunterbrechung. Die International Continence Society (ICS) stuft die Nykturie als klinisch bedeutsames Problem ein, denn sowohl Lebensqualität als auch die Leistungsfähigkeit der Patienten sind aufgrund der Unterbrechungen ihres Schlafes signifikant eingeschränkt.

## Geschichte
Früher gab es eine andere Definition: „Normalerweise übertrifft die Tagesharnmenge diejenige der Nacht um ein Vielfaches. Wenn die Nachtharnmenge mehr als 2/3 der Tagesharnmenge beträgt, spricht man von Nykturie.“

## Epidemiologie
Die Prävalenz der Nykturie beläuft sich auf 12–14 % und steigt mit zunehmendem Alter an. Bei Menschen über 60 Jahren findet sich eine Prävalenz zwischen 25 und 45 %. Männer und Frauen sind gleichermaßen betroffen. Bei Männern zwischen 70 und 79 Jahren beträgt die Inzidenz der Nykturie 50 %. Bei Frauen über 40 Jahren wird von einer Inzidenz von 40 % ausgegangen. In den Vereinigten Staaten sind aktuell 10 Millionen Menschen mit einer Nykturie diagnostiziert, von ihnen werden 1,5 Millionen wegen der Erkrankung medizinisch behandelt. Weltweit muss rund ein Drittel der Menschen über 30 Jahren nachts mindestens zwei Mal zur Toilette. Die Nykturie ist die häufigste Ursache für Störungen des Nachtschlafs.

## Komplikationen
Aus den Schlafstörungen durch Nykturie resultieren unterschiedliche Symptome und Beschwerden: So kommt es zu Einschränkungen der Leistungsfähigkeit im Alltag, Tagesmüdigkeit und schlechter Laune. Als Folge der Schlafstörungen können häufige Infektionen durch ein geschwächtes Immunsystem auftreten, auch psychische Probleme wie depressive Symptome können entstehen.
Für Personen ab 60 Jahren können die nächtlichen Miktionen noch eine weitere Gefahr für die Gesundheit in sich bergen: Stürze. Studien deuten darauf hin, dass es zwischen der Nykturie und der Gefahr, Stürze zu erleiden, einen signifikanten Zusammenhang gibt. Das Risiko hängt dabei direkt mit der Anzahl nächtlicher Toilettengänge zusammen. Die Prävalenz der durch Nykturie verursachten Stürze wird aktuell mit 15 % beziffert.

## Ursachen
Nykturie kann in vier verschiedenen Arten auftreten:
- Nächtliche Polyurie: Hierbei wird während der Nacht überschüssiger Urin produziert
- Globale Polyurie: Urin-Überproduktion am Tag und in der Nacht
- Geringe nächtliche Blasenkapazität: Weniger Flüssigkeitsaufnahme der Blase während der Nacht
- Gemischte Nykturie: Kombination der drei erstgenannten Arten.

Je nach auftretender Art sind auch die Ursachen verschieden: Auslöser für eine nächtliche oder globale Polyurie sind überwiegend die Aufnahme überschüssiger Flüssigkeiten, insbesondere koffeinhaltige Getränke oder Alkohol vor dem Schlafengehen, Herzinsuffizienz, Schlafstörungen wie Schlafapnoe, Diabetes insipidus, Schwangerschaftsdiabetes oder auch die Einnahme verschiedener Medikamente mit den Wirkstoffen Herzglykosiden, Demeclocyclin, Lithium, Methoxyfluran, Phenytoin, Propoxyphen, übermäßiges Vitamin D und Diuretika. Eine weitere wichtige Ursache der Nykturie ist die nächtliche Polyurie. Hier kommt es zum vermehrten nächtlichen Harndrang durch einen Mangel des antidiuretischen Hormons. Die Hauptursachen für eine geringe nächtliche Blasenkapazität sind: Blasenhindernis, Blasenüberaktivität, Harnwegsinfekt, Blasenentzündung, Blasentumor, interstitielle Zystitis sowie eine Schwangerschaft.

### Störung der Harnblasenfunktion
- Relative Einengung (Obstruktion) der Harnwege abwärts der Harnblase, bei älteren Männern oft durch gutartige Vergrößerung der Vorsteherdrüse mit erheblicher Restharnbildung. Der Harndrang tritt insbesondere im Liegen auf.
- Funktionsstörung/Überaktivität des Muskelsystems der Harnblase (Musculus detrusor vesicae) und/oder Restharnbildung
- Infektion der unteren Harnwege
- Verminderte funktionelle Harnblasenkapazität
- Harnblasentumore
- Harnblasensteine
- Beckenbodenschwäche (z. B. aufgrund eines Blasenbruches oder eines Gebärmuttervorfalls)

### Zustände mit vermehrter nächtlicher Urinproduktion
- Erkrankungen, die mit Ödemen einhergehen, z. B. nephrotisches Syndrom oder Herzschwäche; sowohl bei Rechtsherz-, als auch bei Linksherz- und Globalinsuffizienz möglich (häufigste Ursache). Bei waagerechter Körperlagerung im Schlaf muss das rechte Herz das tagsüber bestehende Gefälle zu den Beinen nicht mehr überwinden und fördert wieder mehr der tagsüber eingelagerten Flüssigkeit, so dass Ödeme der Beine nachts stärker ausgetrieben werden.
- Obstruktives Schlafapnoe-Syndrom
- Autonome Neuropathie
- Chronisch-venöse Insuffizienz
- Syndrom der nächtlichen Polyurie, möglicherweise ausgelöst durch eine unzureichende nächtliche Sekretion von antidiuretischem Hormon (Vasopressin).

Im Rahmen etlicher innerer Erkrankungen kommt es zu einer generell größeren Harnproduktion (Polyurie); dies führt auch nachts zu vermehrter Harnproduktion, die als Nykturie aufgefasst werden kann (auch wenn die vermehrte Harnproduktion nicht speziell nachtbezogen ist):
- Diabetes mellitus oder Diabetes insipidus
- Chronisches Nierenversagen
- Hypokaliämie
- Hyperkalzämie
- Neurodegenerative Erkrankungen wie Parkinson-Krankheit oder Alzheimer-Krankheit
- Medikamente (Diuretika, Calciumkanalblocker, Koffein, Alkohol oder selektive Serotonin-Wiederaufnahmehemmer)
- Exzessive Flüssigkeitsaufnahme (Polydipsie)

Auch Medikamente, wie beispielsweise Tolvaptan, können als unerwünschte Nebenwirkung eine vermehrte nächtliche Urinproduktion bewirken.

## Diagnose
Eine Abklärung für die Ursachen der Nykturie sollte beim Urologen, beim Gynäkologen oder beim Hausarzt stattfinden. Hinter den häufigen nächtlichen Miktionen kann sich eine Fülle von möglichen Ursachen wie z. B. eine nächtliche Polyurie, eine Herzinsuffizienz oder Diabetes mellitus verbergen. Als erster diagnostischer Schritt wird der Arzt eine körperliche Untersuchung durchführen. Ferner wird der Arzt auch die Krankengeschichte erfragen. Dazu gehören auch die Dokumentation der Trink- und Schlafgewohnheiten. Dies erfolgt anhand eines Blasentagebuchs, das in der Regel bei einem Urologen ausgegeben und analysiert wird. Die Patienten werden gebeten, darin über einen Zeitraum von rund drei Tagen zu notieren, wann und wie viel sie tagsüber trinken und wann Miktionen erfolgen.
So kann festgestellt werden, ob es sich um urologische Ursachen oder andere Ursachen handelt. Je nach vermuteter Ursache wird der Patient zum jeweiligen Fachspezialisten (Kardiologe, Endokrinologe, Urologe) überwiesen, bei dem weitere spezifische diagnostische Tests erfolgen können.

## Therapie
Die Therapie der Nykturie hängt von deren Ursache ab. Zu den nicht-medikamentösen Behandlungsmöglichkeiten gehören beispielsweise Blasentraining oder eine Veränderung des Trinkverhaltens. So wird abends auf eine reduzierte Flüssigkeitsaufnahme geachtet. Die medikamentöse Therapie umfasst beispielsweise Alphablocker, Alpha-5-Reduktase-Inhibitoren oder Desmopressin.